# Iván Tapia
Iván Alejo Tapia (Buenos Aires, Argentina; 23 de noviembre de 1998) es un futbolista argentino. Juega de centrocampista y su equipo actual es el Club Atlético Barracas Central de la Primera División de Argentina.

## Trayectoria
Formado en las inferiores del Barracas Central, Tapia debutó en el primer equipo el 14 de noviembre de 2015 ante Deportivo Riestra por la Primera B Metropolitana.
Formó parte del plantel que ganó el ascenso a la Primera B Nacional. Además del equipo que ganó la promoción a primera en la temporada 2021.

## Estadísticas
Actualizado al último partido disputado el 16 de agosto de 2025.
| Club                                   | Div.          | Temporada     | Liga  | Liga  | Liga   | Copas Nacionales | Copas Nacionales | Copas Nacionales | Copas Internacionales | Copas Internacionales | Copas Internacionales | Total | Total | Total  |
| Club                                   | Div.          | Temporada     | Part. | Goles | Asist. | Part.            | Goles            | Asist.           | Part.                 | Goles                 | Asist.                | Part. | Goles | Asist. |
| -------------------------------------- | ------------- | ------------- | ----- | ----- | ------ | ---------------- | ---------------- | ---------------- | --------------------- | --------------------- | --------------------- | ----- | ----- | ------ |
| C. A. Barracas Central Argentina       | 3.ª           | 2015          | 1     | 0     | 0      | -                | -                | -                | -                     | -                     | -                     | 1     | 0     | 0      |
| C. A. Barracas Central Argentina       | 3.ª           | 2016-17       | 14    | 0     | 0      | -                | -                | -                | -                     | -                     | -                     | 14    | 0     | 0      |
| C. A. Barracas Central Argentina       | 3.ª           | 2017-18       | 10    | 1     | 0      | -                | -                | -                | -                     | -                     | -                     | 10    | 1     | 0      |
| C. A. Barracas Central Argentina       | 3.ª           | 2018-19       | 21    | 3     | 0      | -                | -                | -                | -                     | -                     | -                     | 21    | 3     | 0      |
| C. A. Barracas Central Argentina       | 2.ª           | 2019-20       | 20    | 1     | 0      | 2                | 0                | 0                | -                     | -                     | -                     | 22    | 1     | 0      |
| C. A. Barracas Central Argentina       | 2.ª           | 2020          | 27    | 2     | 0      | -                | -                | -                | -                     | -                     | -                     | 27    | 2     | 0      |
| C. A. Barracas Central Argentina       | 2.ª           | 2021          | 36    | 5     | 2      | -                | -                | -                | -                     | -                     | -                     | 36    | 5     | 2      |
| C. A. Barracas Central Argentina       | 1.ª           | 2022          | 39    | 7     | 7      | 2                | 0                | 0                | -                     | -                     | -                     | 41    | 7     | 7      |
| C. A. Barracas Central Argentina       | 1.ª           | 2023          | 41    | 6     | 7      | 2                | 0                | 0                | -                     | -                     | -                     | 43    | 6     | 7      |
| C. A. Barracas Central Argentina       | 1.ª           | 2024          | 19    | 0     | 2      | 1                | 0                | 0                | -                     | -                     | -                     | 20    | 0     | 2      |
| C. A. Barracas Central Argentina       | 1.ª           | 2025          | 20    | 1     | 1      | 1                | 0                | 0                | -                     | -                     | -                     | 21    | 1     | 1      |
| C. A. Barracas Central Argentina       | Total club    | Total club    | 258   | 26    | 19     | 8                | 0                | 0                | 0                     | 0                     | 0                     | 256   | 26    | 19     |
| C. A. San Lorenzo de Almagro Argentina | 1.ª           | 2024          | 5     | 0     | 0      | 1                | 0                | 0                | -                     | -                     | -                     | 6     | 0     | 0      |
| C. A. San Lorenzo de Almagro Argentina | Total club    | Total club    | 5     | 0     | 0      | 1                | 0                | 0                | 0                     | 0                     | 0                     | 6     | 0     | 0      |
| Total carrera                          | Total carrera | Total carrera | 253   | 26    | 19     | 9                | 0                | 0                | 0                     | 0                     | 0                     | 262   | 26    | 19     |

## Palmarés

### Títulos nacionales
| Título                  | Club                   | País      | Año     |
| ----------------------- | ---------------------- | --------- | ------- |
| Primera B Metropolitana | C. A. Barracas Central | Argentina | 2018-19 |

## Vida personal
Es hijo de Claudio Fabián Tapia, presidente de la AFA. Su hermano Matías fue su compañero en Barracas, y se retiró en 2020.